# Єм Самбур
Єм Самбур (кхмер. យ៉ែម សម្បូរ; 2 лютого 1913–1989) — камбоджійський державний діяч, двічі очолював уряд країни у 1949-1950 роках.

## Кар'єра
1935 року здобув юридичну освіту. Після цього працював на посадах голови провінційних судів. 1947 року очолив камбоджійську поліцію, а за рік став міністром внутрішніх справ.
1948 року залишив Демократичну партію, звинувативши Пенн Нута в корупції. На початку 1949 року очолив уряд, в якому одночасно мав портфелі міністра внутрішніх справ і міністра інформації, наприкінці того ж року став також і міністром оборони.
1952 року був заарештований за антиурядову пропаганду. Втім, після втручання Нородома Сіанука був звільнений та призначений на пост голови казначейства. Від 1953 до 1954 року очолював міністерство економіки, після цього отримав портфель міністра фінансів. 1955 року став міністром бюджетної політики, торгівлі та промисловості, того ж року знову очолив міністерство економіки. Наприкінці 1950-их років був куратором Національної бібліотеки Камбоджі.
1962 року був призначений на посаду міністра сільського господарства. 1962 й 1966 обирався депутатом Національних зборів. Від 1969 до 1970 року займав пост міністра юстиції та представника уряду із взаємодії з парламентом.
1970 року після військового перевороту Лон Нола отримав пост віце-прем'єра й міністра закордонних справ Камбоджі. У 1970—1971 та 1972 роках — знову міністр юстиції.
Згодом обіймав посаду посла в Гаїті. Після приходу до влади «червоних кхмерів» емігрував до Франції, де й помер 1989 року.